# Hrabstwo Carlton

Piramida wieku hrabstwa

Hrabstwo Carlton ze stolicą w Carlton znajduje się we wschodniej części stanu Minnesota, USA. Według danych z roku 2005 zamieszkuje je 34 026 mieszkańców, z czego 91,75% stanowią biali. Nazwa wywodzi się od nazwiska Reubena B. Carltona, jednego z pierwszych w tej okolicy osadników.

## Warunki naturalne
Hrabstwo zajmuje obszar 2267 km² (875 mi²), z czego 2228 km² (860 mi²) to lądy, a 39 km² (15 mi²) wody. Graniczy z 4 innymi hrabstwami:
- Hrabstwo St. Louis (północ i północny wschód)
- Hrabstwo Douglas (południowy wschód)
- Hrabstwo Pine (południe)
- Hrabstwo Aitkin (zachód)

### Główne szlaki drogowe
| - Interstate 35 - Minnesota State Highway 23 - Minnesota State Highway 27 - Minnesota State Highway 33 | - Minnesota State Highway 73 - Minnesota State Highway 210 - Minnesota State Highway 289 |

## Demografia
Według spisu z 2000 roku hrabstwo zamieszkuje 31 671 osób, które tworzą 12 064 gospodarstw domowych oraz 8408 rodzin. Gęstość zaludnienia wynosi 14osób/km² (37/mi²). Na terenie hrabstwa jest 13 721 budynków mieszkalnych o częstości występowania wynoszącej 6 budynki/km² (16/mi²). Hrabstwo zamieszkuje 91,75% ludności białej, 0,97% ludności czarnej, 5,19% rdzennych mieszkańców Ameryki, 0,35% Azjatów, 0,01% mieszkańców Pacyfiku, 0,21% ludności innej rasy oraz 1,52% ludności wywodzącej się z dwóch lub więcej ras, 0,84% ludności to Hiszpanie, Latynosi lub inni. Pochodzenia niemieckiego jest 18,5% mieszkańców, 16,9% fińskiego, 12,5% norweskiego, 11,8% szwedzkiego, a 5,8% polskiego.
W hrabstwie znajduje się 12 064 gospodarstw domowych, w których 32,60% stanowią dzieci poniżej 18. roku życia mieszkający z rodzicami, 56,50% małżeństwa mieszkające wspólnie, 9% stanowią samotne matki oraz 30,30% to osoby nie posiadające rodziny. 26,10% wszystkich gospodarstw domowych składa się z jednej osoby oraz 12% żyje samotnie i jest powyżej 65. roku życia. Średnia wielkość gospodarstwa domowego wynosi 2,50 osoby, a rodziny 3 osoby.
Przedział wiekowy populacji hrabstwa kształtuje się następująco: 25,40% osób poniżej 18 roku życia, 7,70% pomiędzy 18. a 24. rokiem życia, 28,40% pomiędzy 25. a 44. rokiem życia, 23,50% pomiędzy 45. a 64. rokiem życia oraz 15,10% osób powyżej 65 roku życia. Średni wiek populacji wynosi 38 lat. Na każde 100 kobiet przypada 102,70 mężczyzn. Na każde 100 kobiet powyżej 18. roku życia przypada 102,20 mężczyzn.
Średni dochód dla gospodarstwa domowego wynosi 40 021 dolarów, a średni dochód dla rodziny wynosi 48 406 dolarów. Mężczyźni osiągają średni dochód w wysokości 38 788 dolarów, a kobiety 25 555 dolarów. Średni dochód na osobę w hrabstwie wynosi 18 073 dolarów. Około 5,40% rodzin oraz 7,90% ludności żyje poniżej minimum socjalnego, z tego 8,20% poniżej 18 roku życia oraz 9,30% powyżej 65. roku życia.

## Miasta
- Barnum
- Carlton
- Cloquet
- Cromwell
- Kettle River
- Moose Lake
- Scanlon
- Thomson
- Wrenshall
- Wright

## CDP
- Big Lake
- Esko
- Mahtowa